# Giuseppe Baldo
Giuseppe Baldo (* 27. Juli 1914 in Piombino Dese; † 31. Juli 2007 in Montecatini Terme) war ein italienischer Fußballspieler. 
Der Mittelfeldspieler trat zunächst ab 1933 für Calcio Padova in der Serie A an, ehe  er nach dem Abstieg in die Zweitklassigkeit und einer Saison in der Serie B zu Lazio Rom wechselte. Dort blieb er sieben Jahre, mit einer einjährigen Unterbrechung, als er für Vicenza Calcio spielte. Für Lazio Rom bestritt er insgesamt 169 Meisterschaftsspiele und sechs Mitropapokalspiele. Dabei erreichte er 1937 den Vizemeistertitel sowie das Finale im Mitropapokal. Er vertrat die Italienische Fußballnationalmannschaft bei den Olympischen Sommerspielen 1936 in Berlin, gewann mit ihr die Goldmedaille und kam dabei in vier Spielen zum Einsatz.  Dies blieben auch seine einzigen Einsätze in der Nationalmannschaft.
Er war der letzte Überlebende der italienischen Fußball-Goldmannschaft von 1936. 